# Micropsephus mniophilinus
Micropsephus mniophilinus es una especie de coleóptero de la familia Endomychidae. Es el único miembro del género Micropsephus.

## Distribución geográfica
Habita en México y Guatemala.